# رود سیمارون
رود سیمارون رودی در کشور ایالات متحده آمریکا است.
این رود که از تلاقی دو رود کوچک در شهرستان سیمران، اکلاهما شروع و پس از طی ۱٬۱۲۳ کیلومتر در وستپرت، اکلاهما به رود آرکانزاس میریزد.